# Spandaufängelset

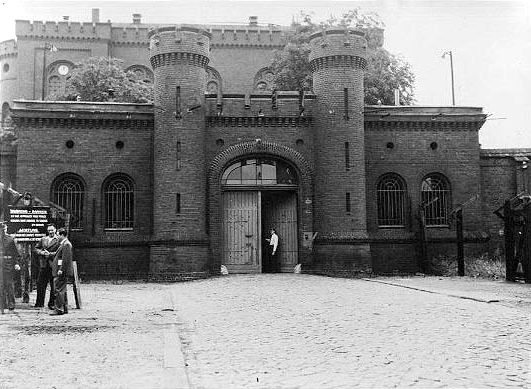
Spandaufängelset år 1951.

Spandaufängelset var ett fängelse i Västberlin för krigsförbrytare, beläget i stadsdelen Wilhelmstadt i stadsdelsområdet Spandau. I fängelset avtjänade flera nationalsocialistiska tyska ledare straffen för de krigsförbrytelser de dömdes för att ha begått under andra världskriget. De sju fångarna hade dömts vid Nürnbergprocessen (1945–1946) och överfördes i juli 1947 från Nürnberg till Spandau.
Ursprungligen var fängelset ett tyskt militärfängelse som de allierade efter kriget byggde om för att hysa dessa sju fångar. Fängelset låg i den brittiska ockupationssektorn och var en av endast två verksamheter som bedrevs av de allierade makterna gemensamt under Kalla kriget- den andra var luftsäkerhetscentralen. I praktiken växlade ansvaret för fängelset varje månad mellan ockupationsmakterna enligt följande schema, och framför Allierade kontrollrådets byggnad hissades motsvarande flagga:
| Storbritannien | Januari  | Maj     | September |
| Frankrike      | Februari | Juni    | Oktober   |
| Sovjetunionen  | Mars     | Juli    | November  |
| USA            | April    | Augusti | December  |

Förutom ungefär 60 soldater hade fängelset även civila fångvaktare, fyra fängelsedirektörer med adjutanter, fyra läkare, översättare, kockar, serveringspersonal med mera.
Omedelbart efter det att den siste av fångarna, Rudolf Hess, avlidit 1987 revs fängelset för att inte göra platsen till en minnesplats för nynazister. Allt material efter rivningen maldes till pulver och dumpades i bl.a. Nordsjön. På platsen finns idag en stormarknad.

## Fångar
Fångnummer, namn, straff, datum för frigivning
1. Baldur von Schirach, dömd till 20 års fängelse, frigiven 1 oktober 1966.[1]
2. Karl Dönitz, dömd till 10 års fängelse, frigiven 1 oktober 1956.
3. Konstantin von Neurath, dömd till 15 års fängelse, frigiven 6 november 1954 av hälsoskäl.
4. Erich Raeder, dömd till livstids fängelse, frigiven 26 september 1955 av hälsoskäl.
5. Albert Speer, dömd till 20 års fängelse, frigiven 1 oktober 1966.[1]
6. Walther Funk, dömd till livstids fängelse, frigiven 16 maj 1957 av hälsoskäl.
7. Rudolf Hess, dömd till livstids fängelse, död 17 augusti 1987 i fängelset.

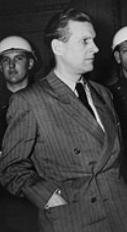
Baldur von Schirach
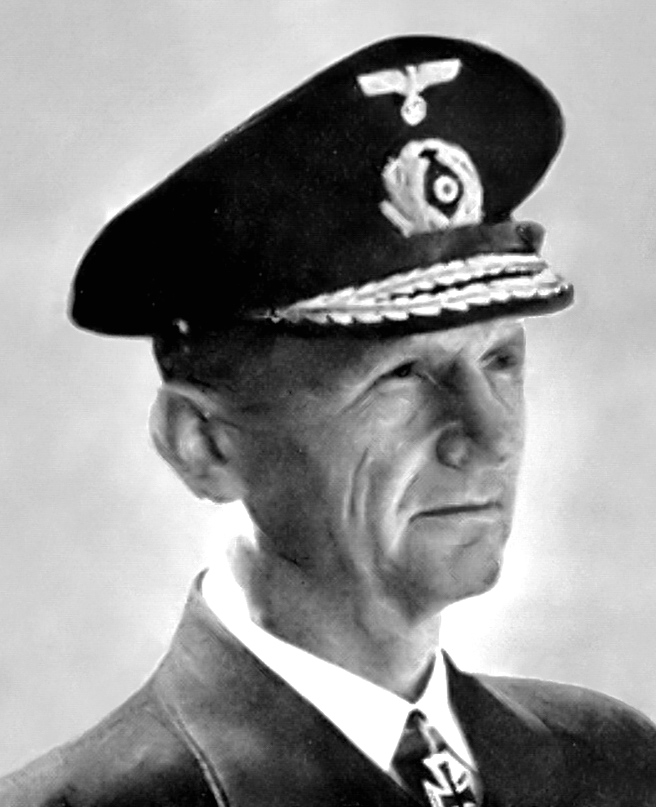
Karl Dönitz
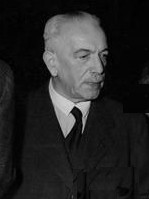
Konstantin von Neurath
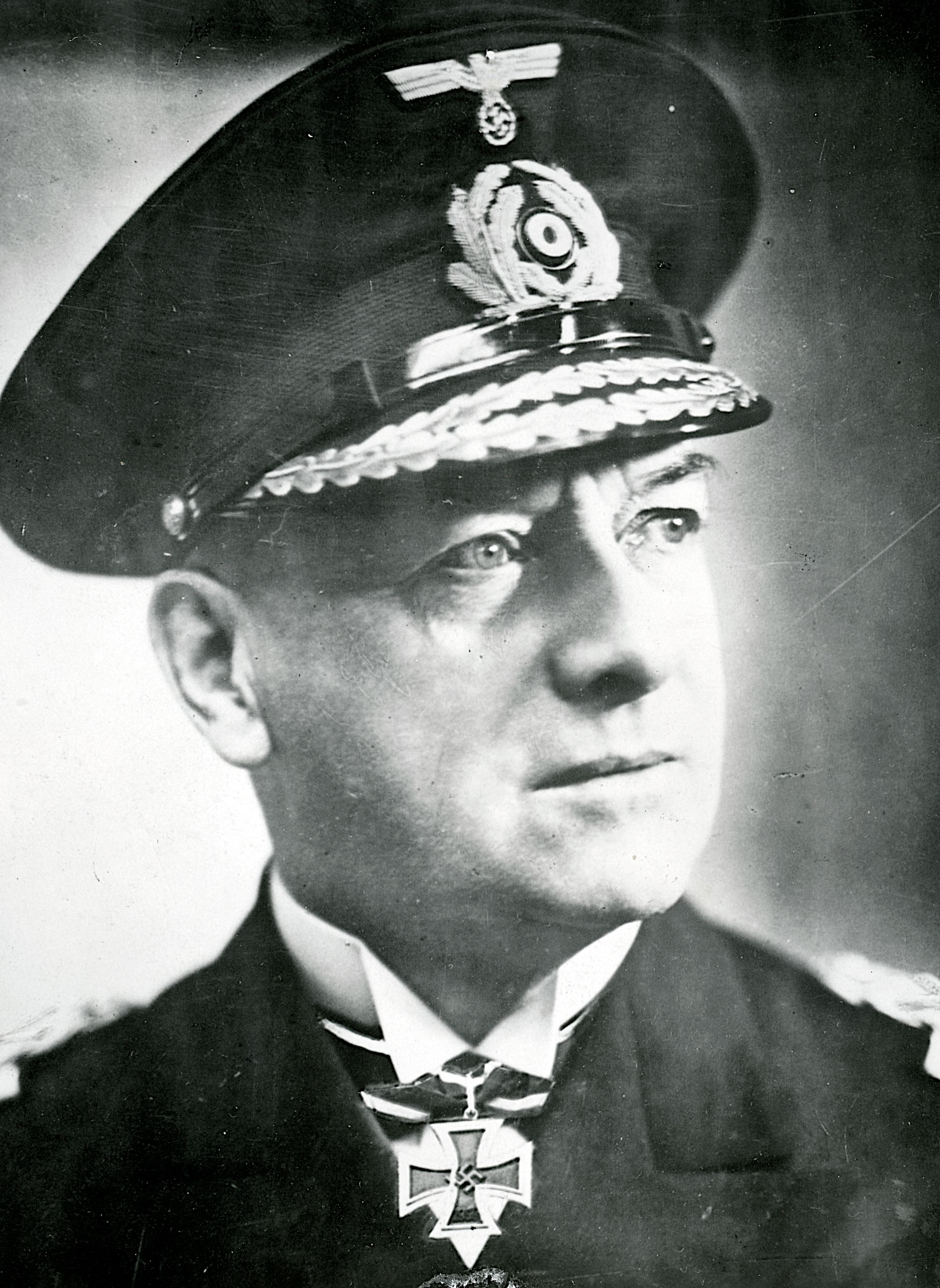
Erich Raeder
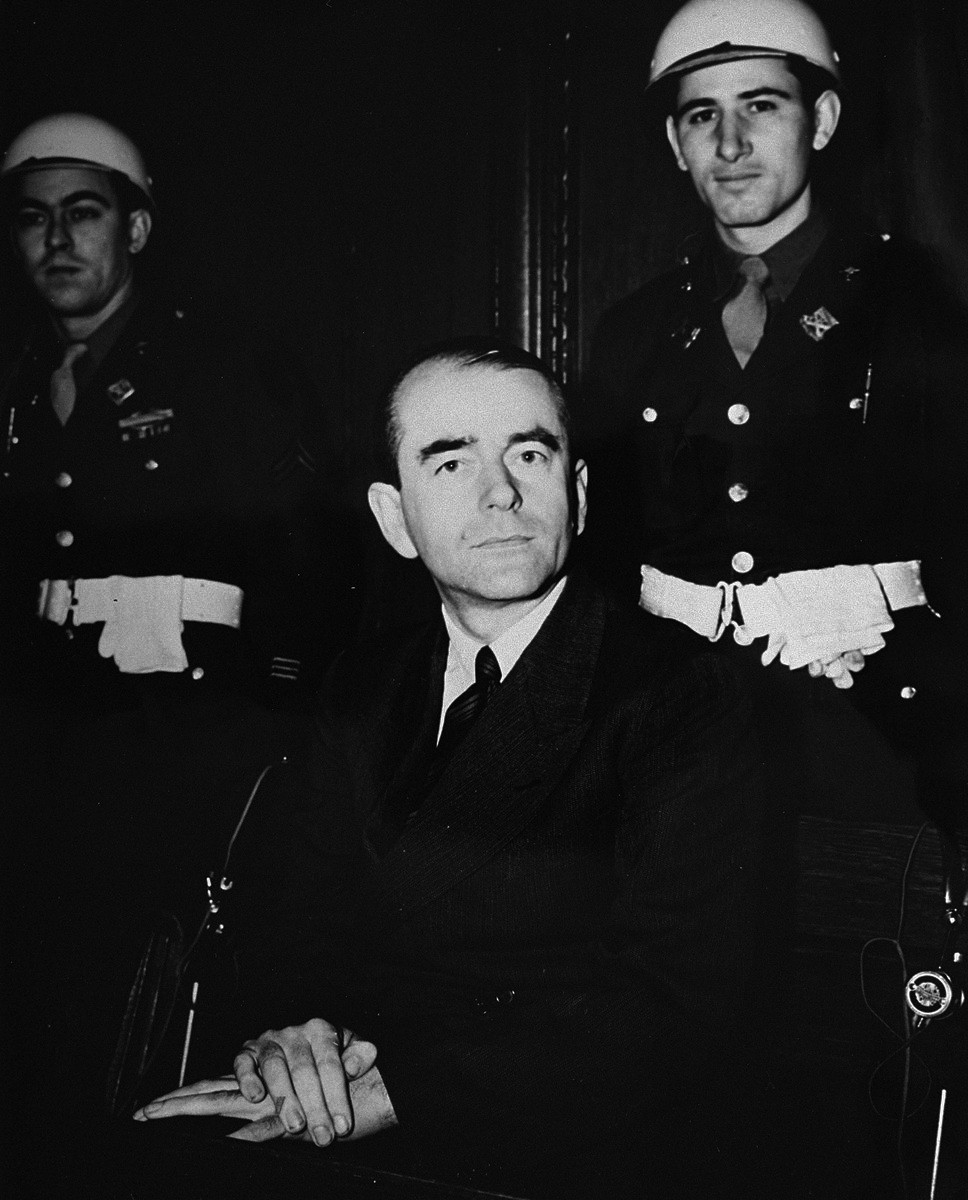
Albert Speer
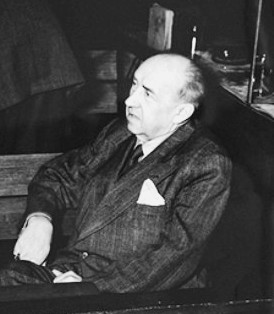
Walter Funk
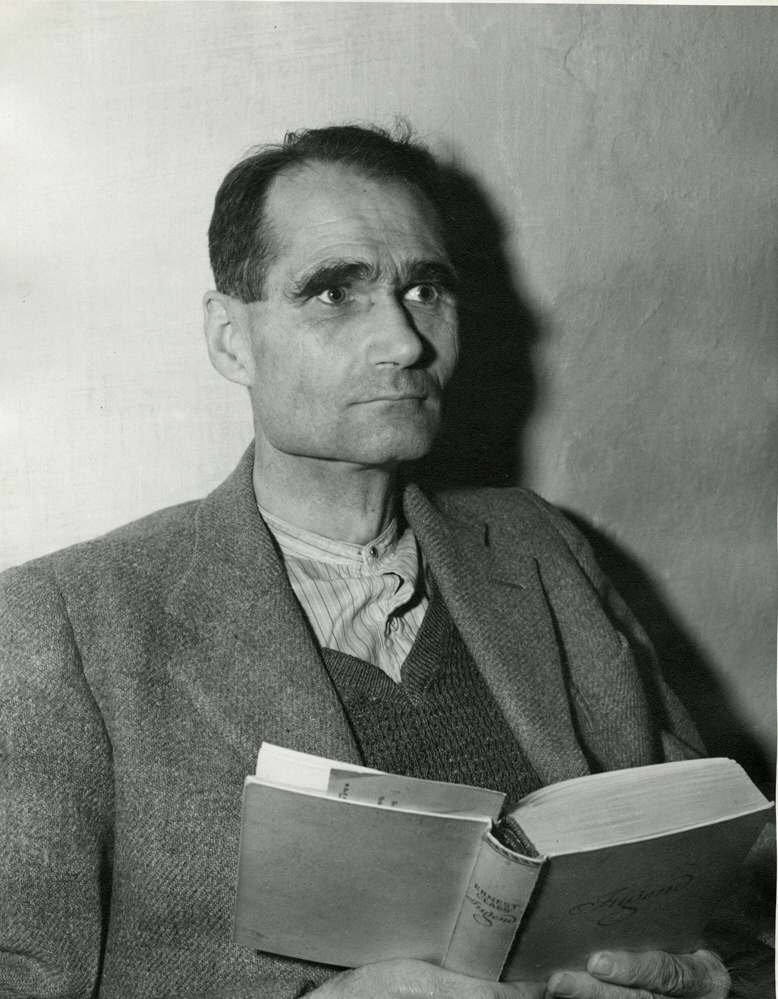
Rudolf Hess